# Айзкраукле (район)
Айзкраукле е район в Югоизточна Латвия с административен център град Айзкраукле. Площта му е 2566 km2, а населението - 41 546 души. Граничи с Литва на юг и районите Огре на северозапад, Мадона на североизток, Бауска на запад и Йекабпилс на изток.

## Населени места
| - Айвиекстес - Айзкраукле - Бебру - Валес - Виеталвас - Даудзесес - Залвес - Иршу - Клинтаинес - Кокнесес - Курменес |  | - Маззалвес - Неретас - Пилскалнес - Плявиняс - Сецес - Серенес - Скриверу - Стабурага - Сунакстес - Яунйелгава |